# Chersotis zukowskyi
Chersotis zukowskyi là một loài bướm đêm trong họ Noctuidae.